# Притча о слепых (картина)
«При́тча о слепы́х» (нидерл. De parabel der blinden), известна также под названиями «Слепые» и «Слепой ведёт незрячего»  — картина выдающегося нидерландского художника эпохи Северного Возрождения Питера Брейгеля Старшего (ок. 1525—1569), написанная им в конце жизни в 1568 году. Работа выполнена темперой на льняном холсте размером 86 x 154 см. Произведение входит в коллекцию Музея Каподимонте в Неаполе.

## Сюжет и иконография картины
На картине представлена сцена, основанная на библейской притче из Евангелия от Матфея, в которой Иисус обращается к ученикам, имея в виду осуждение его проповедей иерусалимскими книжниками и фарисеями: «Оставьте их, они — слепые вожди слепых; а если слепой ведёт слепого, то оба упадут в яму» Мф. 15:14. Согласно специфике изобразительного искусства и мировоззрению непростой эпохи Северного Возрождения живописец представил слепоту духовную через ужасающую картину уродства физической слепоты.
Жители Нидерландов в ту эпоху были хорошо знакомы с ветхозаветными и новозаветными текстами. В средневековье эта притча обрела значение народной пословицы, её часто использовали в разных бытовых ситуациях. Известны иллюстрирующие эту притчу народные гравюры — бильдербогены. Аллегорию слепого поводыря относят к популярной теме «Перевёрнутого мира».
Задолго до того, как Брейгель написал «Притчу о слепых», нидерландский учёный-гуманист, писатель, филолог и богослов Эразм Роттердамский использовал в своей книге «Пословицы, или Адагии» (1500) цитату из римского поэта Горация: «Слепой ведёт слепого» (Caecus caeco dux). Брейгель использовал народную аллегорию в картине «Нидерландские пословицы» («Если слепой поведёт слепого, оба упадут в яму», 1559). И, наконец, за год до своей смерти он написал необычно большую картину на эту же тему. Возможно, она подводит итог его философским размышлениям в связи с начавшейся в 1566 году Восьмидесятилетней нидерландской войной за независимость. Критики связывают мрачный характер этого произведения с учреждением в 1567 году штатгальтером Испанских Нидерландов герцогом Альба «Кровавого совета» для подавления гражданских и религиозных свобод и обеспечения испанского правления, что привело к массовым арестам и казням. Доподлинно неизвестно, придерживался ли Брейгель кальвинизма и имела ли картина «Притча о слепых» политическую подоплёку, однако исследователи предполагают, что художник критически относился к католической церкви. Последние работы Брейгеля, такие как «Притча о слепых» и «Сорока на виселице», написаны в мрачных тонах.
Брейгель создал развёрнутую композицию: на картине изображено шестеро слепых вместо двух, фигурирующих в притче, на фоне привычного фламандского пейзажа. Все они одеты в добротную одежду, а не в крестьянские рубахи, что, возможно, также имеет символический подтекст. Поводырь изображён уже упавшим, его лицо скрыто от зрителей, рядом с ним в канаве, полной грязи, лежит народный музыкальный инструмент: виела, или фидель. Второй незрячий вот-вот упадёт, он поворачивает голову так, чтобы уберечь лицо. Художник передал его отчаяние через беспомощно раздвинутые пальцы, ищущие внезапно ушедшую опору, и слетающий с головы колпак. Третий слепой, держащийся за один посох со вторым, уже потерял контроль над своим телом — его ноги не просто подкашиваются, а наполовину отрываются от земли. Падение остальных ещё не произошло, однако легко предугадывается. Четвёртый незрячий ещё твёрдо стоит на земле, но его фигура уже слегка склоняется вперёд, а плащ откинут назад. К поясу пятого, одетого в красную рубашку, привязаны литавры, на его шее висит крест. Шестой слепой твёрдо стоит на ногах и ещё не догадывается о предстоящем падении.
На дальнем плане изображена фигура пастуха. Существует версия, что путники показаны не только слепыми, но и немыми, о чём говорит тот факт, что они не смогли предупредить друг друга о предстоящем падении. Изображение отличается мельчайшей детализацией. Лица и костюмы участников процессии, а также пейзаж, выписаны с большой тщательностью. Благодаря правильно подобранному ракурсу падение поводыря кажется трагикомичным. Церковь на дальнем плане написана с Церкви Пед-Сент-Анн в деревне Синт-Анна-Педе, что нехарактерно для Брейгеля, предпочитающего сочинённый дальний план реальному. Помимо «Притчи о слепых», художник изобразил настоящий пейзаж только на картине «Неаполитанская гавань» (1560).

## Композиция
Композиция картины является необычно смелой для своего времени. Она строится вдоль «сильной» диагонали (слева направо), но по нисходящей: из левого верхнего угла в правый нижний, что придаёт «мажорной диагонали» не свойственное ей минорное «звучание» (по правилам композиции сильная диагональ должна идти снизу вверх). Это создаёт впечатление контрапункта: напряжённого и даже трагического движения шести последовательно падающих фигур. К тому же фигуры расположены не в метрическом (равномерном) порядке, а в нарастающем неравномерном ритме и как бы в «волнообразно набегающем» движении, усиливающем впечатление. Не случайно эта страшная картина остротой композиции привлекала внимание зрителей и художников в XX веке, в пору рождения искусства модернизма.
По определению В. Г. Власова «Притча о слепых» подводит своеобразный итог творческим исканиям художника и «отражает горькие размышления о жизненном пути человека на закате эпохи Возрождения». Путники на картине движутся в буквальном смысле «в никуда». В такой интерпретации церковь на дальнем плане можно трактовать как символ спасения. У правого края картины изображён цветок ириса — символ добродетели и спасения. Фигура опирающегося на посох пастуха еле видна на дальнем плане правой части картины и напоминает похожий образ дальнего плана работы «Неверность мира» (1568). Пастух также присутствует на копиях картины, в том числе созданных Питером Брейгелем Младшим.

## Колорит и пространство картины
Цветовая гамма картины определяется оттенками серого, зелёного, коричневато-красного и чёрного тонов. Подобные блёклые тона характерны для темперной живописи, но в данном случае передают присущее картине чувство безнадёжности. «Притча о слепых» является самой приглушённой по колориту работой Брейгеля. Необычно и перспективное построение картины. Земля под ногами слепых кажется выпуклой (схожей со сферичностью пространства в «альпийских пейзажах» Брейгеля), в то время как дальний план изображён уплощённым. Ландшафт напоминает пейзажи фламандского региона (Брабант), тогда как в большинстве случаев Брейгель предпочитал добавлять не свойственные местной природе элементы, например, горные хребты. Умиротворённость пейзажа только подчёркивает отчуждённость и одиночество проходящих мимо слепых.

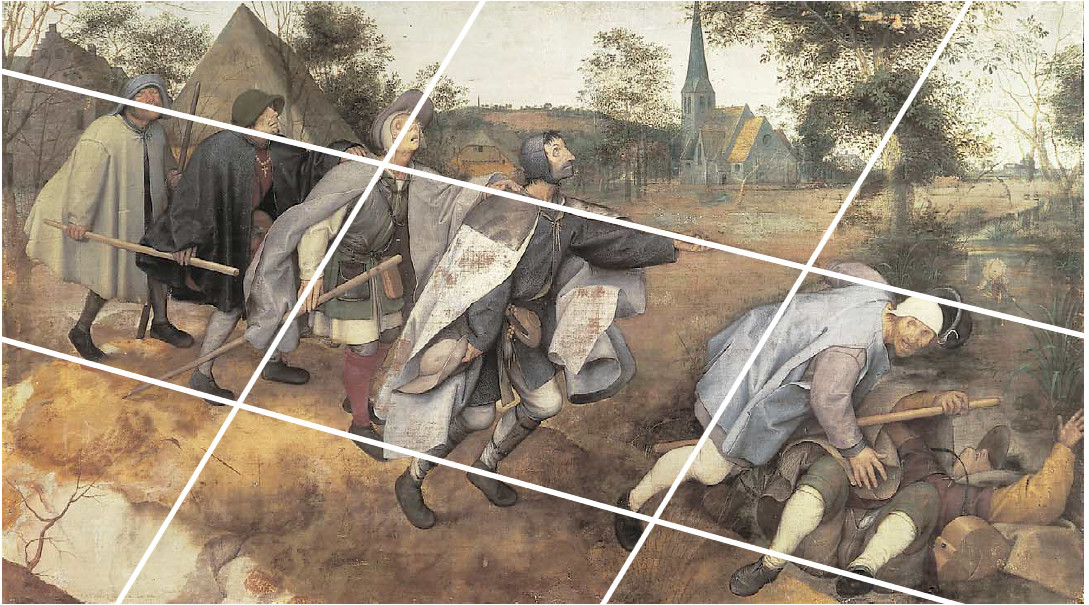
Диагональная композиция придаёт картине впечатление напряжённого движения. Схема Ш. Було

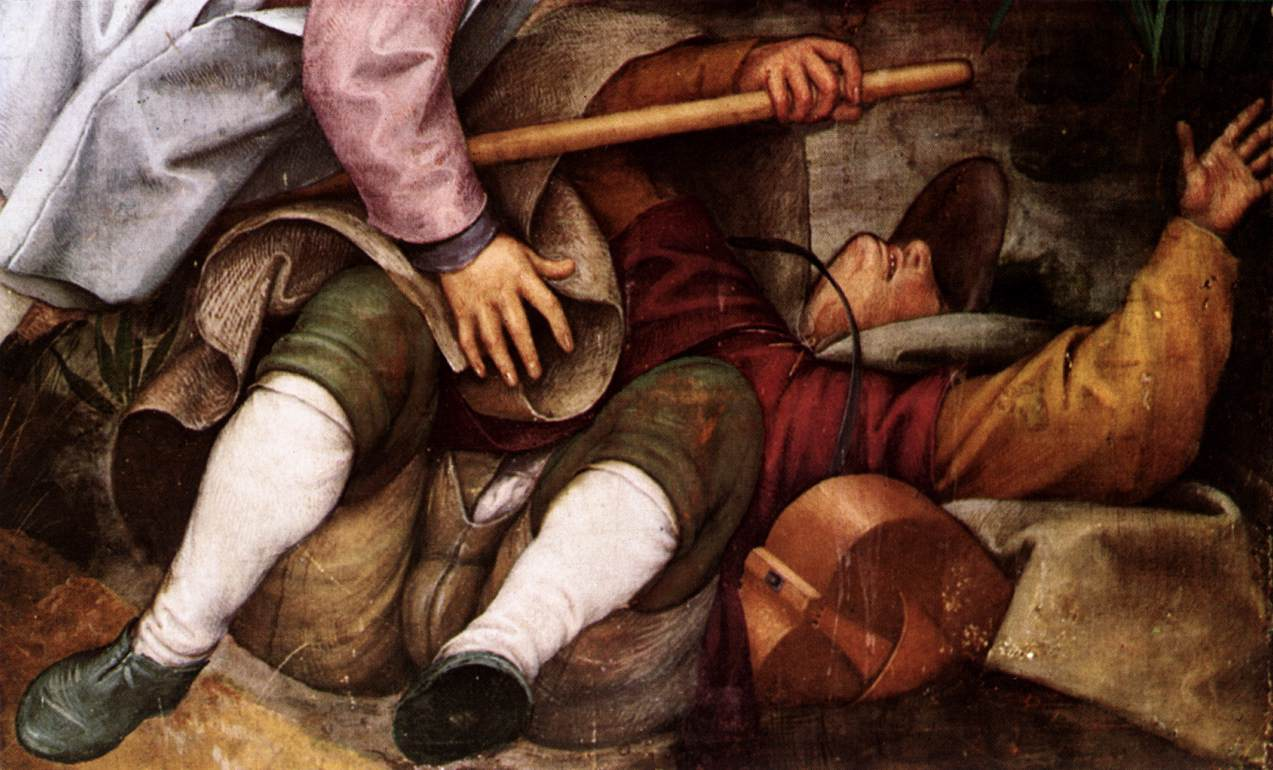
Деталь картины с изображением падающего на спину поводыря, демонстрирующий мастерство Брейгеля в выборе ракурса

## Медицинский аспект
Это произведение Брейгеля демонстрирует присущую художнику наблюдательность и внимание к жизненным деталям. Все персонажи изображены с различными видами поражения глаз, от лейкомы и атрофии глазного яблока до энуклеации. Брейгель изобразил сцену с эмпирической беспристрастностью. В отличие от ранних художественных произведений, склонных к сакрализации слепых как получателей божественных даров, картина Брейгеля изображает их без симпатии, немощными и дряхлыми. Так, безглазый мужчина, скорее всего, лишился зрения в наказание за проступок или драку. Согласно Н. М. Гершензон-Чегодаевой, брейгелевские слепые характеризуются «крайней, всесторонней ущербностью, обречённостью и беспредельным одиночеством». До Брейгеля слепых обычно изображали с закрытыми глазами, однако художник уделил особое внимание различным поражениям глаз. Реалистичность изображения позднее позволила специалистам идентифицировать запечатлённые дефекты, хотя до сих пор существуют некоторые разногласия по поводу диагнозов. Французский анатомический патолог Жан Мартен Шарко и анатом Поль Рише опубликовали одно из первых исследований на эту тему Les difformes et les malades dans l'art («Деформированные и больные в искусстве», 1889), в 1957 году патолог Тони-Мишель Торрильон также изучил изображённые Брейгелем фигуры. Исследователи сошлись во мнении, что глаза поводыря не видны, у следующего за ним человека они отсутствуют вместе с веками, третий страдает от лейкомы роговицы, у четвёртого диагностирована атрофия глазного яблока, пятый либо не воспринимает свет, либо имеет светобоязнь, в то время как последний слепец, вероятнее всего, болеет пемфигусом или буллёзным пемфигоидом. Шарко и Рише отдельно отметили точность изображения поведения слепых, идущих с поднятыми вверх лицами, что позволяло им лучше ориентироваться в пространстве с помощью обоняния и слуха. Лица слепых застыли в уродливых гримасах, что только увеличивает возникающее у зрителя чувство отторжения.

## Технические данные

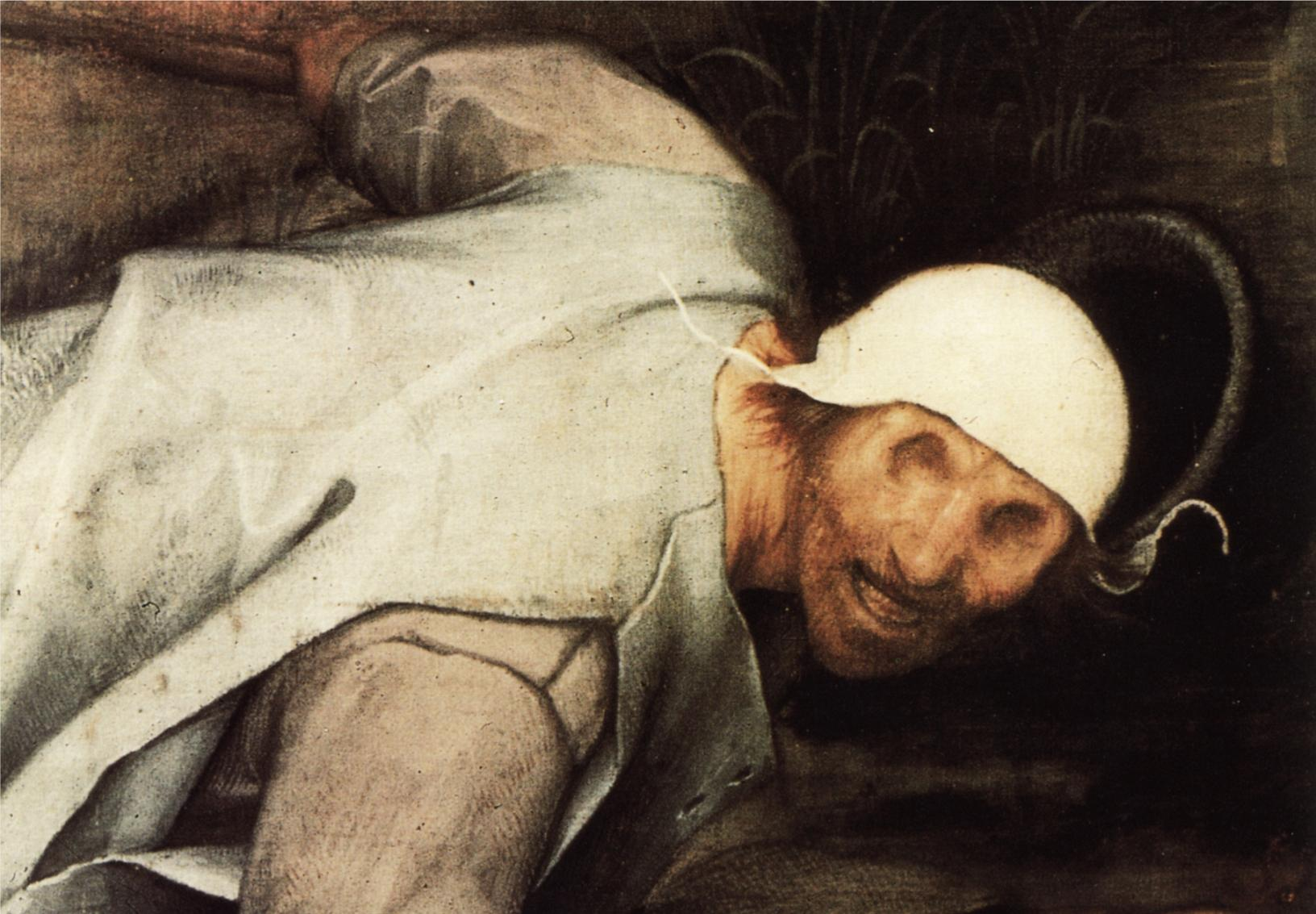
Деталь картины с изображением спотыкающегося мужчины в белой шляпе. Позднее офтальмологи определили, что глаза слепого удалены

В оригинальной работе за деликатными мазками проглядывается структура льняного холста. Картина подписана и датирована BRVEGEL.M.D.LX.VIII. «Притча о слепых» является одной из самых больших работ, выполненных в 1568 году; размер холста составляет 86 x 154 см. Однако среди исследователей творчества Брейгеля ведутся дискуссии о том, была ли картина Брейгеля обрезана по краям. В пользу этой теории говорит то, что реплики холста, хранящиеся в венской коллекции Лихтенштейнов, не заканчиваются, как в оригинале, у руки упавшего поводыря.
«Притча о слепых» является одной из четырёх сохранившихся работ Брейгеля, выполненных темперой. В их число также входят «Поклонение волхвов» (1564), «Мизантроп» (1568), «Вино на празднике Святого Мартина» (1568). Вплоть до XVII века, до широкого распространения масляной живописи, яичная темпера использовалась в станковой живописи и иллюминированных рукописях. Доподлинно неизвестно, от кого Брейгель перенял манеру письма темперой, но исследователи предполагают, что на него могли повлиять его тёща, известная художница-миниатюрист Майкен Верхюлст, учитель Брейгеля Питер Кук ван Альст или иллюстратор Джулио Кловио. С последним Брейгель сотрудничал в Италии и совместно создавал миниатюры в технике темперы и гуаши.
Из-за непрочности льна и лёгкой растворимости клеевого грунта работы темперой плохо сохраняются и практически не подлежат восстановлению. Однако «Притча о слепых» находится в хорошем состоянии, небольшой эрозии подверглась только центральная часть картины .

## Дальнейшие интерпретации

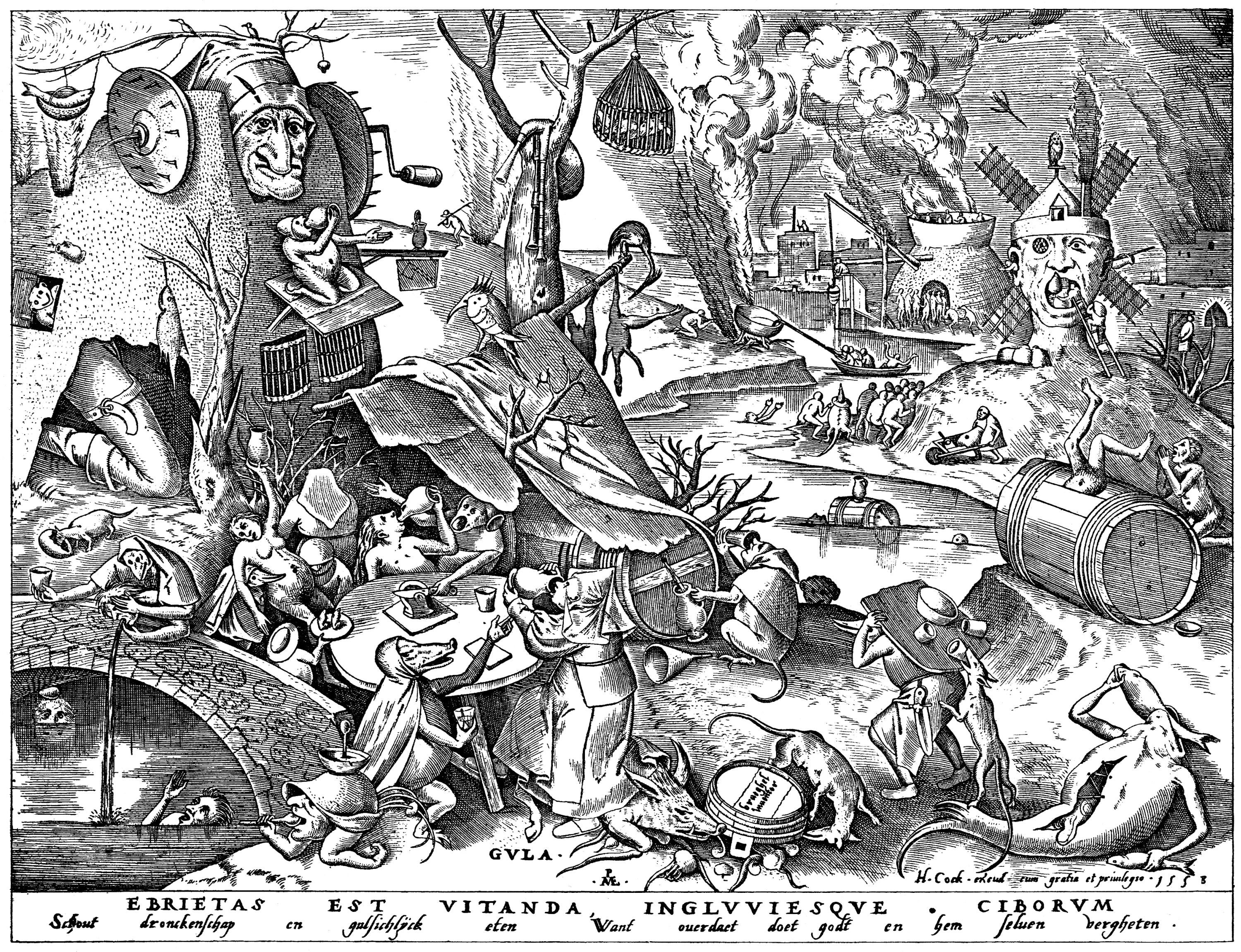
Чёрно-белая иллюстрация сцены из ранней работы Брейгеля «Чревоугодие», 1558 год. Стиль картины похож на изображения Иеронима Босха

Питер Брейгель Старший начал свою карьеру с изображения пейзажей и фантастических сцен в мрачном стиле, напоминающем картины Иеронима Босха. Впоследствии Брейгель последовал по художественному пути другого мастера — Питера Артсена, получившего известность в 1550-е годы за реалистичное изображение повседневности. Одной из самых знаменитых картин Артсена стала «Мясная лавка со святым семейством, раздающим милостыню» (1551), запечатлевшая мельчайшие детали мясных продуктов. Брейгель также начал изображать повседневность с позиции стороннего наблюдателя. Художник не писал портреты королевской семьи или представителей дворянства, получив известность за подробные, точные и реалистичные изображения крестьян на льняных холстах и дубовых панелях. Реализм в эпоху позднего Возрождения выступал за гуманистическое изображение противоречия жизни, передачу многосложного характера повседневности. В ранних работах Брейгеля крестьяне изображались безликими, с обобщенными чертами лиц, однако с развитием мастерства художника, их физиономии стали более выразительными и тщательно прорисованными.

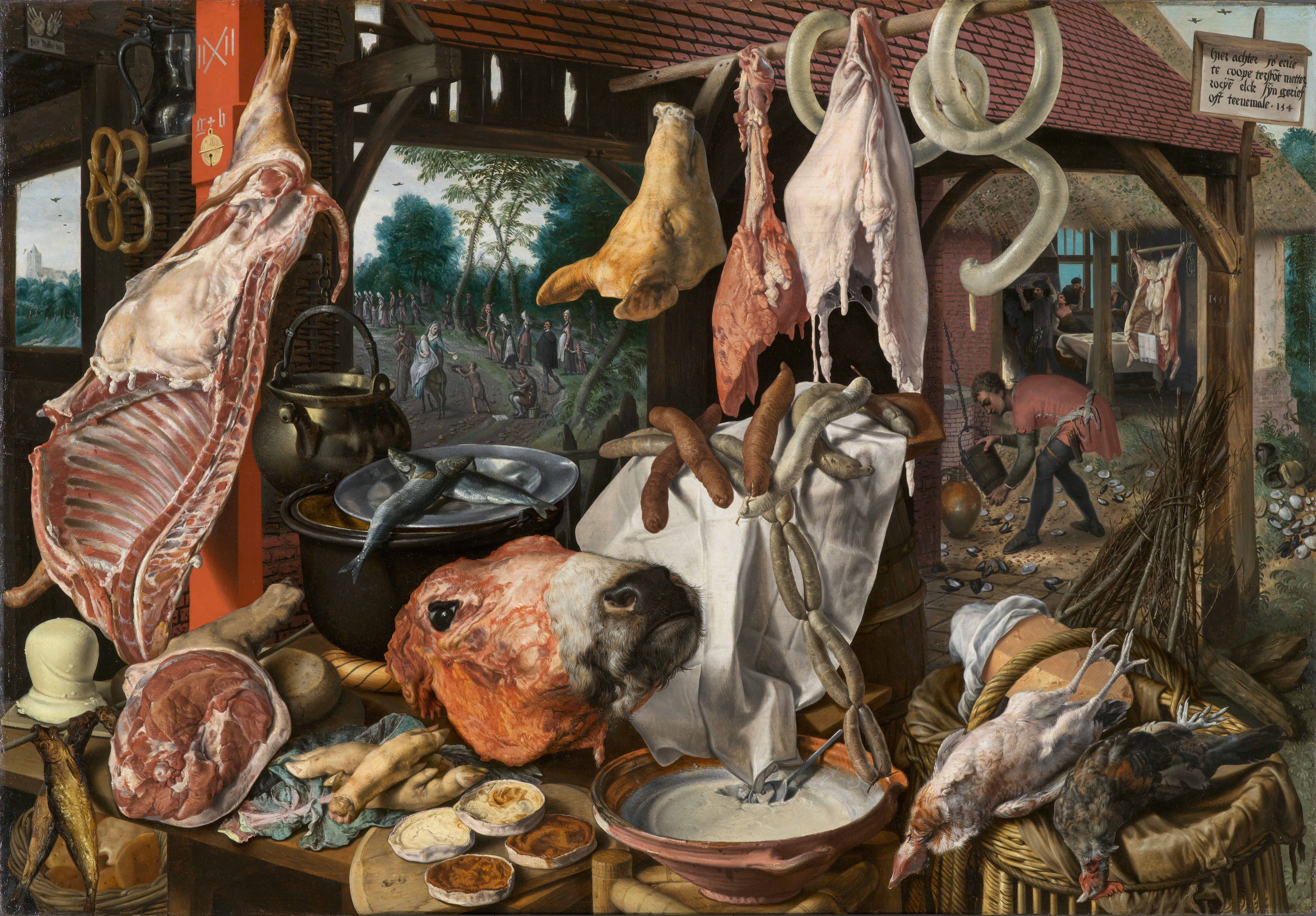
«Мясная лавка со святым семейством, раздающим милостыню», Питер Артсен, 1551 год

В Древней Греции незрячих людей воспринимали как получателей божьих даров, а слепые певцы пользовались большим уважением у публики. В средневековой Европе незрячие были сакрализированы, часто встречались описания их чудесного исцеления. Примером служит образ Вартимея в Мр. 10:46—52. После Реформации сюжеты о святых и чудесах перестали пользоваться популярностью в протестантских регионах Европы. В католической традиции такие дела милосердия, как наделение милостыней слепых и бедных, относились к «добрым делам», которые, вместе с верой, способствовали спасению Иисуса. Однако протестантская доктрина sola fide отвергала роль дел в достижении спасения души, предписав, что спасение зависит только от веры (и усложнения Божьего предопределения для каждого человека). Благотворительные практики в отношении бедных и немощных сократились, и качество жизни нищих резко ухудшилось. Литература того времени обычно описывает слепых как мошенников или объекты насмешек.

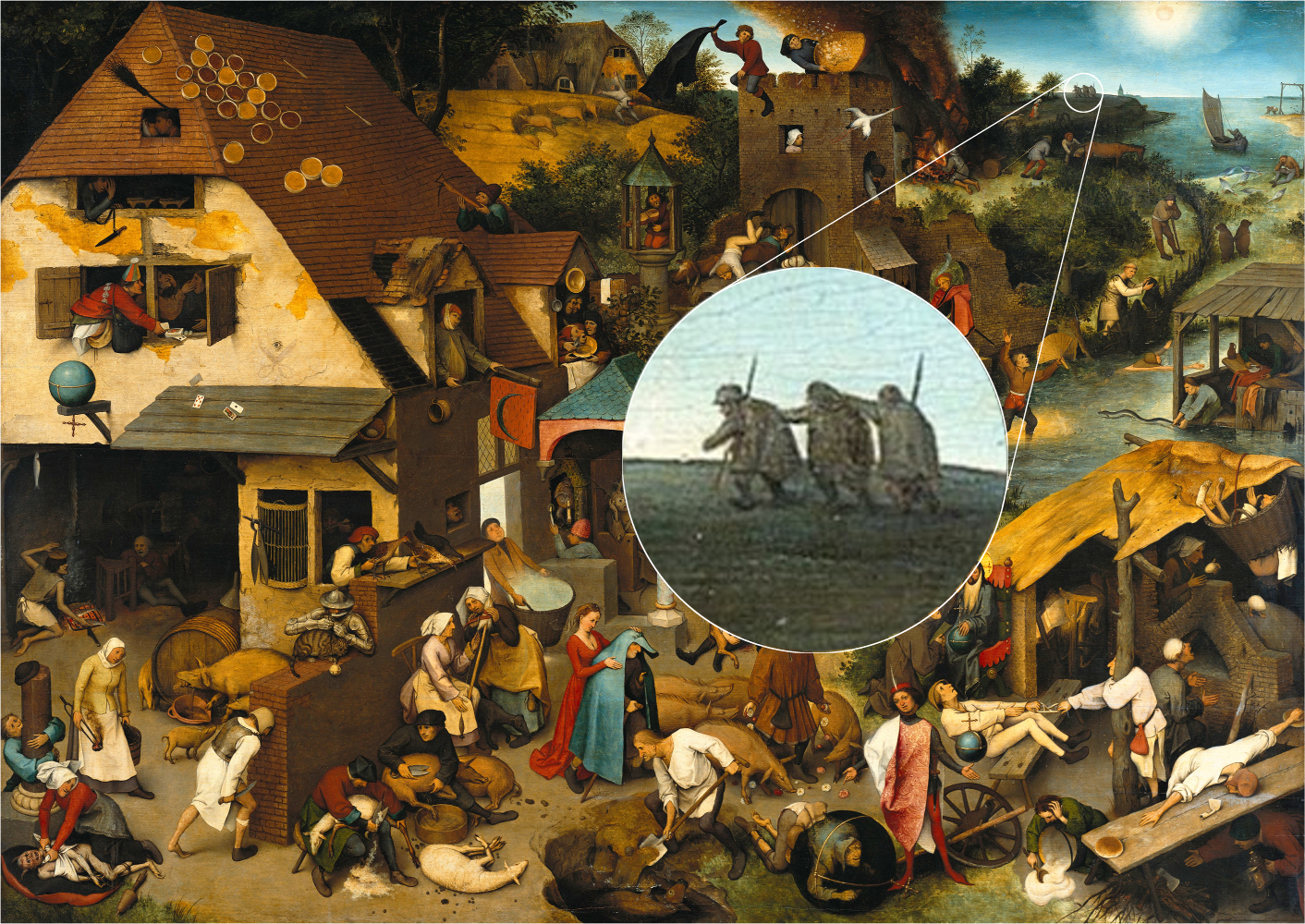
Изображение притчи «Слепой ведёт незрячего» в ранней работе Брейгеля «Нидерландские пословицы», 1559 год

Французский теоретик искусства Шарль Було также отмечал свойственную композиционному ритму Брейгеля напряжённость. Композиция символически разделена параллельными косыми линиями на девять равных частей, расположенных под углом относительно друг друга. Композиция построена таким образом, что зритель обращает внимание на действие, а не концентрируется на отдельных фигурах. Согласно Р. Климову, за действием фигур следует последовательное изменение «от тупости и животной плотоядности через алчность, хитрость и злобу к стремительно нарастающей осмысленности, а вместе с ней и отвратительному духовному уродству обезображенных лиц». Слепые мужчины похожи друг на друга по одежде и чертам лица и выглядят так, будто сменяют друг друга в одном движении, кульминацией которого является падение. Каждый слепец изображает одну из последовательных фаз падения: «ходьба, затем следует колебание, встревоженность, спотыкание, и, наконец, падение». Головы фигур также расположены по дугообразной линии, и чем дальше развивается движение, тем больше расстояние между головами, что создаёт ощущение увеличение скорости падения. Помимо этого, ощущение падения передаётся через подогнутые ноги, отлетающие назад одеяния, расположение посохов. По мнению Н. М. Гершензон-Чегодаевой, брейгелевские слепые являются аллегорией странствующего по земной поверхности человечества, а их падение в ручей знаменует его мрачный конец. Крутые крыши домов на заднем плане придают композиции подвижности.
Австрийский историк искусства Густав Глюк отмечал, что изображённые нищие одеты в хорошую одежду, несут полные денег кошельки и посохи. Исследователи Линдсей и Бернар Хаппе объясняют подобное противоречие тем, что незрячие могут быть ложными священниками, проигнорировавшими наставления Иисуса не носить золото, кошельки или посохи. Колёсная лира в руках поводыря интерпретируется как знак того, что он был «ложным менестрелем», не восхваляющим Бога. Тот факт, что слепые путешествуют боковыми переулками, также свидетельствует об их статусе попрошаек.

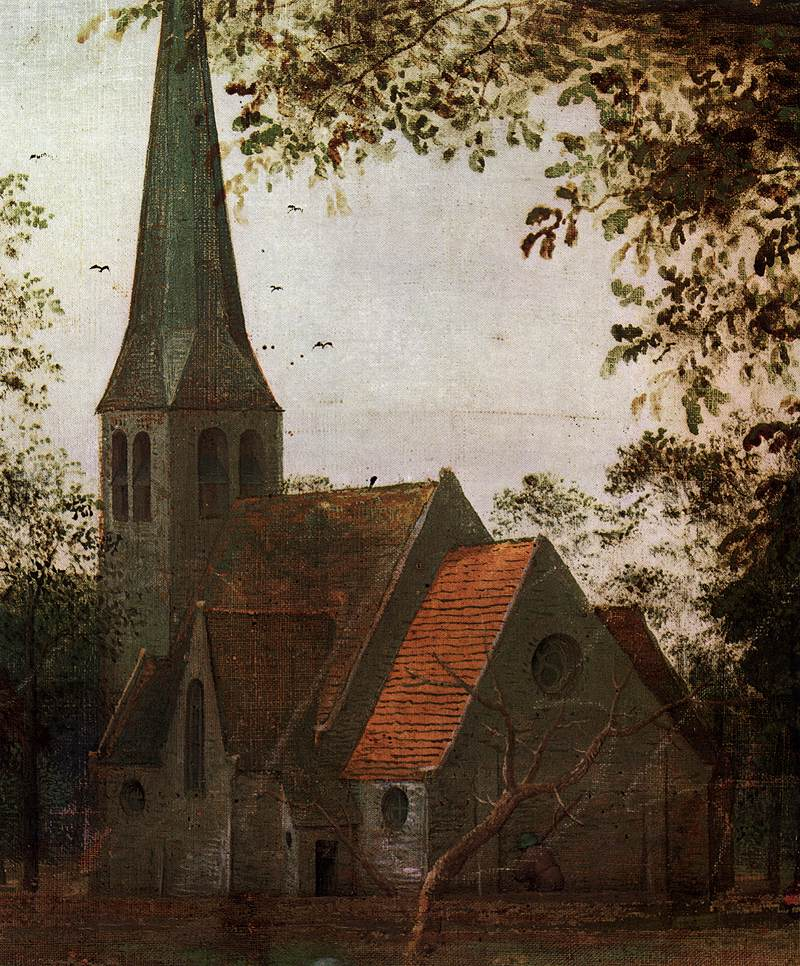
Церковь Пед-Сент-Анн в деревне по дороге из Брюсселя в Нинове. Изображение церкви вызвало противоречивые интерпретации картины

## Значение
Благодаря точному изображению деталей и оригинальному композиционному решению картина «Притча о слепых» считается одним из шедевров мировой живописи. Увеличенную копию картины написал сын художника Питер Брейгель Младший. Оригинальное произведение вдохновило многих авторов на литературные сочинения, в том числе стихотворения Шарля Бодлера и Уильяма Уильямса, а также роман Герта Хоффмана «Притча о слепых».
«Притча о слепых» считается одной из самых выдающихся работ в мире искусства. Картина Брейгеля рассматривается как одна из ранних из всех сохранившихся иллюстраций притчи «Слепой ведёт незрячего», хотя существуют и более ранние нидерландские гравюры, изображавшие сцены из притчи. Среди них есть работы, приписываемые Босху и Корнелису Массейсу, с которыми Брейгель, скорее всего, был знаком.
Фигуры незрячих на картине Брейгеля оказали большое влияние на последователей художника, включая Давида Винкбонса. Фламандский гравёр Иероним Вирикс включил работу «Притча о слепых» в свою серию «Двенадцать фламандских пословиц». Подделка под названием «Слепой», приписываемая Якобу Саверею, появилась в 1600 году с ложной надписью, датируемой 1562 годом. Питер Брейгель Младший, создал увеличенную версию картины в 1616 году с дополнительными деталями, включая стадо овец. Изначально произведение Брейгеля Младшего находилось в частной коллекции Фердинандо I Гонзага, покровителя итальянского живописца Доменико Фетти, который, скорее всего, находился под влиянием картины, когда писал свою версию притчи в 1621—1622 годах. В настоящее время картина Питера Брейгеля Младшего экспонируется в Лувре.
Вместо присущей картинам того периода статичности, Брейгель рассматривает траектории времени и пространства через ускоренное движение фигур. Особенное внимание художник уделил изображению ног слепцов, глядя на которые зритель улавливает, как сбивается ритм ходьбы и происходит само падение. Критики Шарко и Ричер отмечали, что до XVII века визуализация движения до такой степени не была распространена среди художников. Таким образом, Брейгель значительно опередил своё время, предопределив концепцию кинофильмов и работу Марселя Дюшана «Обнажённая, спускающаяся по лестнице». Карчиоглу считает, что картина предвосхищает хронофотографию Этьена-Жюля Маре. Голландский режиссёр Йорис Ивенс утверждал: «Если бы Брейгель был жив сегодня, он был бы режиссёром».

Произведения, вдохновлённые картиной Брейгеля «Притча о слепых»
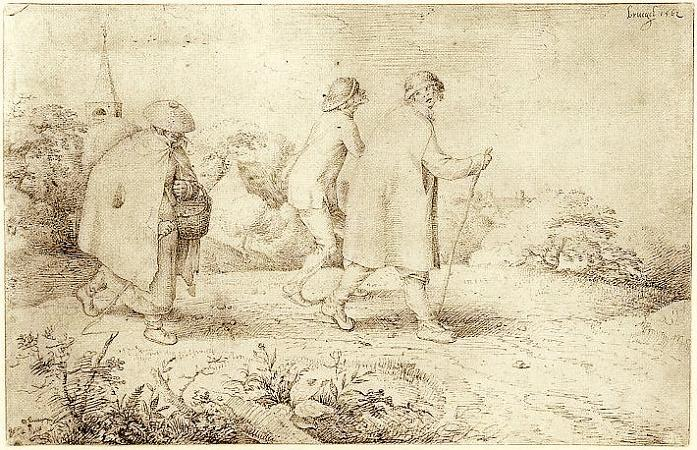
Подделка, приписываемая Якобу Саверею, примерно 1600 год
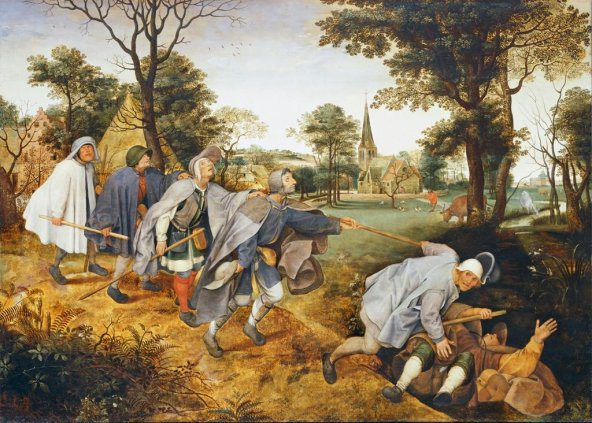
Копия работы, выполненная Питером Брейгелем Младшим, примерно 1616 год
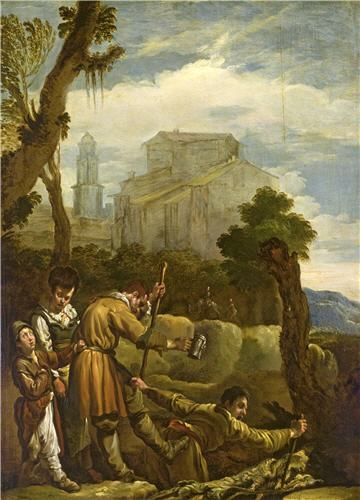
Доменико Фетти, примерно 1621—1622 год
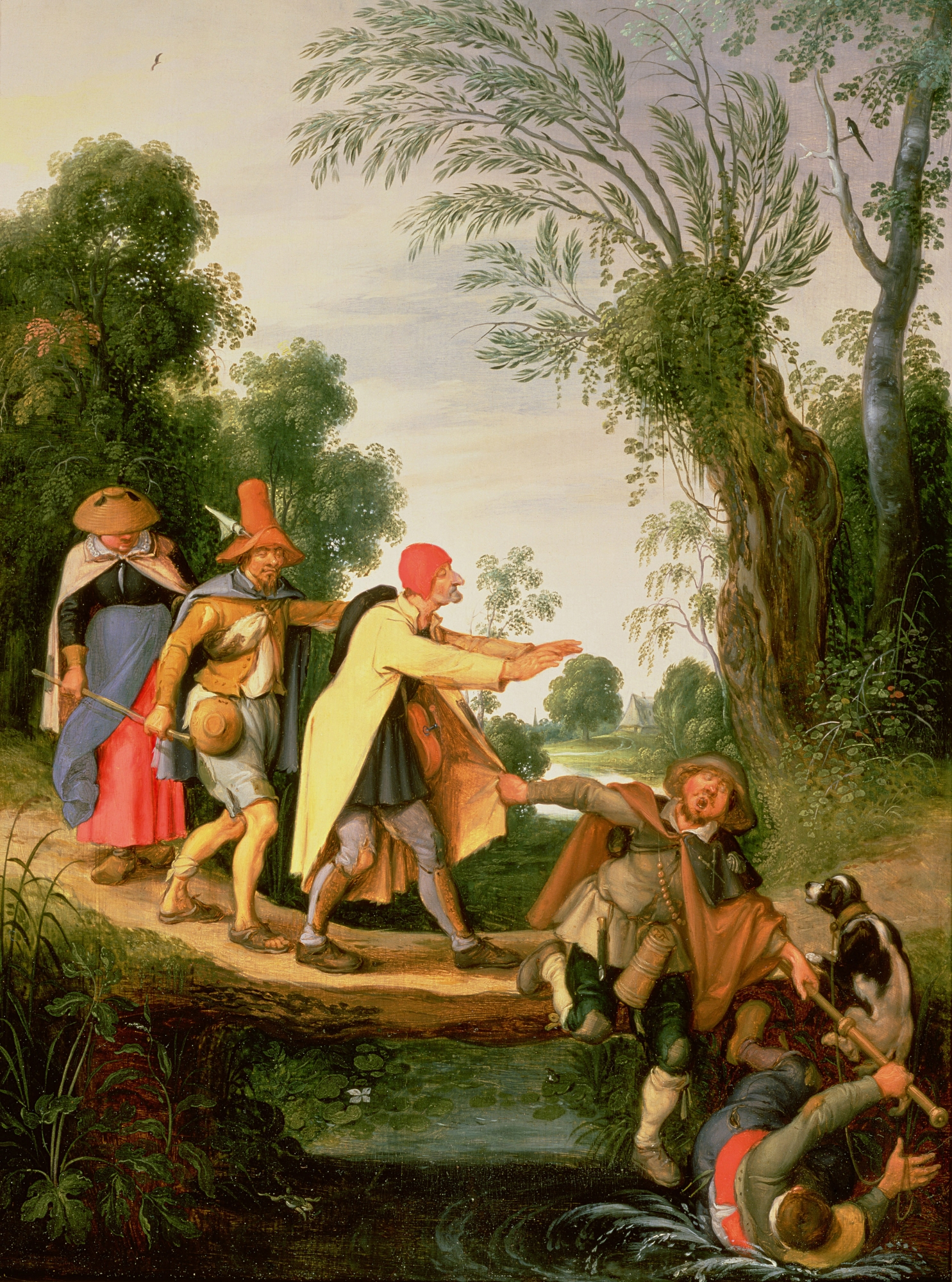
Себастьян Вранкс, начало XVII века

Картине Брейгеля были посвящены и литературные произведения, в том числе стихотворения немецких и французских поэтов Йозефа Вайнхебера, Вальтера Бауэроа, Шарля Бодлера.
О, созерцай, душа: весь ужас жизни тут

Разыгран куклами, но в настоящей драме

Они, как бледные лунатики, идут

И целят в пустоту померкшими шарами.

И странно: впадины, где искры жизни нет,

Всегда глядят наверх, и будто не проронит

Луча небесного внимательный лорнет,

Иль и раздумие слепцу чела не клонит?

А мне, когда их та ж сегодня, что вчера,

Молчанья вечного печальная сестра,

Немая ночь ведет по нашим стогнам шумным

С их похотливою и наглой суетой,

Мне крикнуть хочется — безумному безумным:

«Что может дать, слепцы, вам этот свод пустой?»
Американский писатель Уильям Карлос Уильямс создал серию поэм о работах Брейгеля. Одна из них, «Притча о слепых» 1962 года, посвящена композиции картины и значению слова «слепой», которое появляется три раза в восьми терцетах. Фигуры спотыкаются по диагонали вниз, и
…один
следует за другим с посохом в
руке, к торжеству катастрофы
Картины Брейгеля послужили источником вдохновения для пьесы Мориса Метерлинка «Слепые», романа «Притча о слепых» западногерманского писателя Герта Хоффмана. Последний изобразил, как Брейгель неоднократно заставлял людей зимой переходить мост и падать в ручей, чтобы добиться выражающего человеческую сущность выражения опустошения на их лицах. В историческом романе 1987 года «Брейгель, или мастерская снов» Клода Хенри Рокета, Брейгель рисует слепых из страха потерять своё собственное зрение. Французский карикатурист F'Murr создал комикс Les Aveugles (1991) по мотивам картины.

## Провенанс
Работы Брейгеля «Притча о слепых» и «Мизантроп» были упомянуты в 1612 году при конфискации имущества графа Пармы Джованни Баттиста Маси за участие в заговоре против Дома Фарнезе. Доподлинно неизвестно, как именно картина оказалась в Италии, хотя исследователи предполагают, что холст попал в коллекцию Маси через его отца, вернувшегося в 1595 году из Нидерландов с несколькими картинами. После конфискации картина Брейгеля вошла в одно из крупнейших собраний эпохи Возрождения, принадлежащее дому Фарнезе. Оно было разделено между семейными резиденциями в Парме и Риме.
В XVIII веке король Испании Карл III унаследовал коллекцию от своей матери Изабеллы Фарнезе, наследницы Пармского герцогства, впоследствии ставшей королевой. Как младший сын Карл получил титул герцога Пармы, а после захвата Неаполитанского королевства он также стал королём Неаполя. Впоследствии Карл унаследовал испанский престол и разместил свою художественную коллекцию в здании современного Музея Каподимонте в Неаполе. Работа Брейгеля «Притча о слепых» в настоящее время экспонируется в одном зале с картиной «Мизантроп».